# Sereno (album)
Sereno è il quattordicesimo disco internazionale dell'artista italo-spagnolo Miguel Bosé (uscito in Spagna nel 2001 e mai pubblicato in Italia) ed il primo album di inediti seguente Labirinto del 1996. Tra Labirinto (ultimo album italiano di Miguel prima del lungo silenzio durato per oltre un decennio, interrotto soltanto con l'uscita in contemporanea mondiale della raccolta di duetti Papito) e Sereno, Bosé aveva pubblicato, nei soli paesi latini, una collezione di cover di brani in spagnolo, da lui ritenuti fondamentali per il suo sviluppo musicale. Sereno, che esce in Spagna il 6 novembre del 2001, costituisce il settimo album di studio dell'artista realizzato con la casa discografica WEA. Di questo lavoro, in Italia esce soltanto un singolo: la versione italiana del brano Morenamía, pubblicato nel 2002, mentre Miguel è impegnato come presentatore del reality show Operazione Trionfo. La sfortunata versione italiana del corrispondente spagnolo Operación Triunfo è ambientata in un'accademia della musica, in cui il pubblico deve decidere, tra un certo numero di aspiranti cantanti, chi è il migliore. La trasmissione, andata in onda su una delle reti private nazionali, non riscuote un grande successo (nonostante la straordinaria partecipazione dell'artista canadese Céline Dion come ospite speciale in una delle puntate) e, allo stesso modo, il frizzante singolo Morena Mia, pur italianizzato nel titolo e nel testo, oltre che accompagnato da un video allegro e colorato, passa quasi inosservato. Per il resto, Sereno rappresenta un generale ritorno di Bosé a melodie più cantabili ed accessibili, dopo le cupe atmosfere di Labirinto, altro disco che non aveva pienamente convinto né il più o meno fedele pubblico spagnolo, né tantomeno il dubbioso pubblico italiano.

## Stile dell'album
Quanto allo stile, l'album Sereno è pop allo stato puro, molto commerciale e cantabile. Tra le 11 tracce, risalta senza dubbio il singolo Morenamía, più orientato al reggaeton, un tipo di reggae decisamente ritmato e cadenzato, sui cui forti accenti in levare si innesta un cantato facile, veloce e musicale, che culmina in un ritornello interminabile ed indimenticabile, forse il momento migliore dell'intero disco, che non sembra per il resto brillare molto in quanto ad inventiva, nonostante la bellezza di alcuni testi, che avrebbero però potuto funzionare benissimo anche come poesie indipendenti (El hijo del Capitán Trueno, Gulliver, Mientras respire).

## Tracce
| No. | Titolo                     | Durata |
| --- | -------------------------- | ------ |
| 1   | Puede que                  | 4:47   |
| 2   | Gulliver                   | 4:21   |
| 3   | Mirarte                    | 5:31   |
| 4   | El hijo del Capitán Trueno | 4:56   |
| 5   | Te digo amor               | 5:12   |
| 6   | Tic tac                    | 4:24   |
| 7   | Mientras respire           | 3:36   |
| 8   | Morenamía                  | 4:51   |
| 9   | La noche me gusta          | 4:44   |
| 10  | Millones de km. de aquí    | 4:15   |
| 11  | Sereno                     | 3:47   |

## Classifiche
| Classifica (2001) | Posizione massima |
| ----------------- | ----------------- |
| Spagna            | 2                 |